# 栀子皮
栀子皮（学名：Itoa orientalis）为大风子科栀子皮属下的一个种。其种加词“orientalis”意为“东方的”。

## 变种
- Itoa orientalis var. glabrescens C.Y.Wu ex G.S.Fan